# Pato Branco
Pato Branco là một đô thị thuộc bang Paraná, Brasil. Đô thị này có diện tích 539,4 km², dân số năm 2007 là 69903 người, mật độ 129,6 người/km².